# Список умерших в 1170 году
В этой статье представлен список известных людей, умерших в 1170 году.
См. также: Категория:Умершие в 1170 году

## Январь
- 22 января — Ван Чунъян — знаменитый даос, основатель школы Цюаньчжэнь.
- 28 января — Владимир Андреевич — князь Белгородский (1150), князь Дорогобужский (1150—1152, 1156—1170), князь Пересопницкий (?—?), князь Берестейский (1154—1156).
- Лука Хрисоверг, Патриарх Константинопольский (1156—1169).

## Апрель
- 2 апреля — Пьер I[фр.] — епископ Марселя (1151—1170).
- 23 апреля — Минамото-но Тамэтомо — японский военачальник, участник смуты Хогэн. Покончил жизнь самоубийством. Первый исторически достоверный случай сэппуку.

## Май
- 6 мая — Лопе Диас I де Аро, кастильский магнат, 4-й сеньор Бискайи (1124—1170).
- 21 мая — Годрик Дарэмский[англ.] — английский отшельник, католический святой[1].

## Июнь
- 26 июня — Жан I — граф д’Э (1140—1170), сеньор Гастингса.

## Июль
- Эберхард II фон Отелинген[нем.] — епископ Бамберга (1146—1170)

## Август
- 19 августа — Мстислав Изяславич — Князь Переяславский (1146—1149, 1151—1154) — князь волынский (1157—1170), великий князь Киевский (1159, 1167—1169, 1170).

## Сентябрь
- 6 сентября — Кутб ад-Дин Маудуд[англ.] — зангидский эмир Мосула (1149—1169)

## Ноябрь
- 18 ноября — Альбрехт Медведь — граф из рода Асканиев, граф Балленштедта (1123—1170) маркграф Нижней Лужицы (1124—1131), последний маркграф Северной марки (1134—1157), первый маркграф Бранденбурга (1157—1170), граф Веймар-Орламюнде (около 1134—1170), герцог Саксонии (1138—1142)
- 20 ноября — Герунг[нем.] — епископ Мейсена (1152—1170)
- 25 ноября — Рено II — граф Бара (1149—1170), участник второго крестового похода.
- 28 ноября — Оуайн ап Грифид — король Гвинеда (1137—1170).

## Декабрь
- 20 декабря — Абуль-Музафар аль-Мустанджид — багдадский халиф из династии Аббасидов (1160—1170).
- 29 декабря — Бекет, Томас — канцлер Англии (1155—1162), Архиепископ Кентерберийский (1162—1170), святой римско-католической церкви. Убит.

## Дата неизвестна или требует уточнения
- Абу Хамид аль-Гарнати — арабский купец и путешественник
- Вернер[нем.] — епископ Миндена (1153—1170)
- Гастон V — виконт Беарна, Габардана и Брюлуа (1153—1170).
- Генри де Эссекс, английский аристократ, феодальный барон Рейли в Эссексе, королевский констебль и судья в Эссексе (1151—1163), шериф Хартфордшира (1155), шериф Бакингемшира и Бедфордшира (1156—1157).
- Герлах Готемский[англ.] — нидерландский отшельник, святой римско-католической церкви[2].
- Герман[нем.] — епископ Хильдесхайма (1162—1170), основатель аббатства Локкум.
- Глеб Всеволодович, князь Городненский.
- Гуго д’Ибелин — сеньор Рамлы и сеньор Ибелин (1150—1170)
- Иеремия Печерский (Иеремия Прозорливый) — монах Печерского монастыря, преподобный Русской церкви. Дата смерти предположительна.
- Карло II[итал.] — епископ Турина (1164—1170
- Кимхи, Иосиф бен-Исаак — еврейский грамматик, экзегет, поэт и переводчик.
- Кристина — королева-консорт Швеции (1156—1160), жена Эрика IX Святого.
- Мавдуд бен Занги, атабек Мосула (1149—1170).
- Мешулам бен Якоб[англ.] — франко-еврейский талмудист.
- Оттон I, граф Равенсберга (с 1144).
- Пагдру Дордже Гьялпо[англ.] — один из учеников Гампопы, основатель школы тибетского буддизма Пагдру Кагью.
- Рубен II — армянский князь из династии Рубенидов, правитель Киликийского армянского царства (1169—1170). Погиб в междоусобной войне.
- Святослав Ростиславич — князь новгородский (1157—1160, 1161—1168).
- Роберт Фицхардинг[англ.] — основатель семьи Беркли и Бристольского собора
- Снорри сын Хунбоги[исп.] — исландский законоговоритель (1156—1170).
- Уильям I де Бошан из Элмли, английский землевладелец, феодальный барон Салварпа (с 1130/1131), шериф Вустершира (1139—1140-е; 1155—1170), королевский констебль (1139—1141), помощник шерифа Глостершира (1156—1157), шериф Глостершира (1157—1163), шериф Уорикшира (1158—1159) и шериф Херефордшира (1160—1167).
- Хивел ап Оуайн Гвинед[англ.] — король Гвинеда (1170), поэт, погиб в междоусобной войне.
- Эд II де Пороэт — виконт де Пороэт (1142—1170), регент герцогства Бретань и регент графства Ренн (1148—1156). По другим источникам, умер в 1173 году.
- Элиезер бен-Натан[англ.] — еврейский галахист и литургический поэт.
- Якун — новгородский посадник (1164—1170). Дата смерти предположительна.